# آمادو بودو

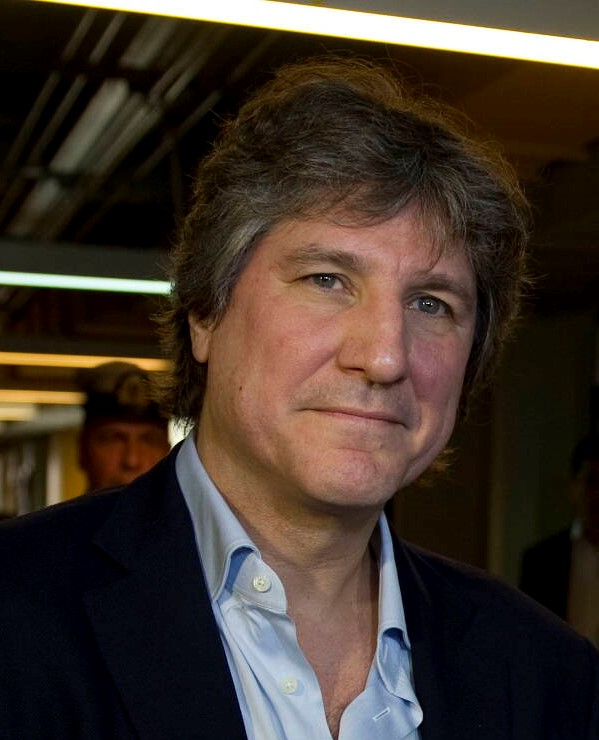
آمادو بودو

آمادو بودو (بوئنوس آیرس، ۱۹ نوامبر ۱۹۶۲) سیاستمداری است که در انتخابات سال ۲۰۱۱ به عنوان معاون رئیس‌جمهور کشور آرژانتین - کریستینا فرناندز د کرشنر ، انتخاب شد. او همچنین به عنوان رئیس اداره ملی تأمین اجتماعی (ANSES) آرژانتین خدمت کرده‌است. آمادو در سال ۲۰۰۹ توسط رئیس‌جمهور کریستینا فرناندز دی کرشنر به عنوان وزیر اقتصاد منصوب و جایگزین کارلوس فرناندز شد.